# Blanka af Burgund
Blanka af Burgund (ca. 1296 – 29. april 1326) var dronning af Frankrig og Navarra i et par måneder i 1322 gennem sit ægteskab med Karl 4. Som datter af Otto 4., Greve af Burgund og Mahaut af Artois, blev hun ført ind i et katastrofalt ægteskab, som resultat af sin mors ambitioner. Otte år inden sin mands tronbestigelse blev Blanka arresteret og fundet skyldig i utroskab med en normandisk ridder. Hendes svigerinde, Margrete af Burgund, led samme skæbne, mens hendes søster Johanne 2. af Burgund blev frikendt. Blanka blev fængslet, indtil hun blev dronning, da hun blev flyttet til kysten af Normandiet. Den præcise dato og sted for hendes død er ukendt. Den blotte kendsgerning, at hun døde, blev ganske enkelt nævnt i anledning af hendes mands tredje ægteskab i april 1326.

## Tidligt liv
Blanka var den yngre datter af Otto 4., Greve af Burgund og Mahaut af Artois. Hendes far døde i 1302 og efterlod grevskabet til Blankas yngre bror, Robert, Greve af Burgund.  Blankas ældste søster Johanne 2. af Burgund skulle være blevet gift med Ludvig 1. af Navarra, den ældste søn og tronfølger til Filip den Smukke, men Filip ændrede mening og arrangerede, at hun i stedet blev gift med hans anden søn Filip, greve af Poitiers i 1307. Samme år giftede Ludvig sig med Margrete af Burgund .  Grevinden af Artois var stolt over denne bedrift og begyndte hurtigt at forhandle om sin yngre datters ægteskab med Karl, greve af la Marche, kong Filips tredje søn, og tilbød en stormedgift. Forhandlingerne var vellykkede, og den 23. september 1307 indgik den elleve år gamle Blanka og den to år ældre Karl en ægteskabskontrakt. Brulllypsceremonien fandt hurtigt sted på grevinde Mahauts slot i Hesdin i januar 1308. I starten havde greven og grevinden af la Marche et ubemærket ægteskab, der hverken var så sprængfuldt som kongen og dronningen af Navarras eller så harmonisk som greven og grevinden af Poitiers'.

## Anklager om utroskab
I 1313 besøgte grevinden af la Marches svigerinde og svoger, dronning Isabella og kong Edvard 2. af England, kong Filip. Isabella forærede sine brødre og svigerinder broderede møntpunge. Senere samme år, da de vendt tilbage til London, afholdt Isabella og Edvard en banket, hvor dronningen bemærkede, at møntpungene, hun havde foræret til Blanka og Margrete, nu var i besiddelse hos de normandiske riddere Gautier og Filip d'Aunay. Derefter konkluderede hun, at brødrene havde et forhold til hendes svigerinder. Da hun igen besøgte Paris i 1314, fortalte hun kong Filip om sine mistanker. 
Blanka og Margrete blev snart anklaget for upassende opførsel, såsom at drikke og spise sammen med ridderne og for i sidste ende at have begået utroskab med dem i et vagttårn i Paris kendt som Tour de Nesle . Blankas søster Johanne blev beskyldt for at have skjult affæren og senere for at have været en del af den.
Beskyldningerne mod grevinde Blanka og dronning Margrete var mere end sandsynligt sande, men adskillige 1300-talskronikøre mente, at deres svigerfars af folket foragtede kammerherre Enguerrand de Marigny muligvis har forfalsket beviserne mod dem og ridderne. 

## Retssag og fængsel
Efter et stykke tid beordrede kong Filip alle hans svigerdøtre og ridderne arresteret. Efter tortur erkendte ridderne utroskaben og indrømmede, at det havde varet i tre år. Grevinden af la Marche og dronningen af Navarra blev retsforfulgt af parlamentet i Paris og blev fundet skyldig i utroskab. Deres hår blev klippet, og begge blev dømt til livsvarigt fængsel i dybet under Château Gaillard, mens deres elskere blev dømt til døden og behørigt henrettet. Blankas første barn, en søn ved navn Filip, blev født omkring 5. januar 1314, og derfor før beskyldningerne om utroskab var blevet rettet mod sin mor, blev hans formodentlige faderskab ikke anfægtet; hendes andet barn, en datter ved navn Johanne, blev født i 1315 efter retssagen, så en vis tvivl om hendes faderskab blev antydet af den samtidige Continuatio, Guillaume de Nangis krønike, også fordi Blanka efter sigende blev gjort gravid enten af en af sine fangevogtere eller af sin egen mand ("en serviente quodam eius custodiæ deputato dicebatur ... a proprio [comite] diceretur");   men hun blev antageligt accepteret som en del af den kongelige familie ifølge senere kilder. På trods af sin skændsel forblev Blanka i kontakt med sin ambitiøse mor og modtog ofte gaver fra hende. 
Kong Philip, alvorligt chokeret af skandalen, døde inden for et år. Margrete, nu dronning af Frankrig, døde snart efter i fængslet. Ludvigs regeringstid blev forkortet af hans pludselige død. Kort efter blev Filip den Høje og Blankas søster Johanne konge og dronning af Frankrig og Navarra. Det er blevet antydet, at Blanka blev behandlet bedre, da hendes søster var blevet dronning, men det blev konkluderet ud fra et enkelt fejlagtigt dokument og er muligvis ikke helt nøjagtigt. Dronning Johanne sørgede imidlertid for, at hendes yngste datter Blanka blev nonne i håb om, at den syvåriges piges liv i et kloster ville bøde for hendes søsters synd. 

## Dronning og død
Ved Filip den Højes død den 3. januar 1322 arvede Blanka mand tronerne. Blanka blev således dronning af Frankrig og Navarra, men hendes mand nægtede stadig at løslade hende. Begge hendes børn var døde i spæde, Filip før den 24. marts 1322 og Johanne den 17. maj 1321. Karl anmodede om annullering af deres ægteskab, som Blanka modvilligt accepterede. Annulleringen var berettiget af påstanden om, at Blankas mor var Karls gudmor, selvom den sande årsag sandsynligvis var Blankas graviditet under hendes fængsling.  Pave Johannes 22. erklærede deres ægteskab for ugyldigt den 19. maj 1322 og gav både Karl og Blanka tilladelse til at gifte sig igen.  Grevinden af Artois anmodede blandt andet om returneringen af sin datters enorme medgift. 
Selvom hun straks blev erstattet af Marie af Luxemburg, var der ikke noget håb for Blanka om at blive gifte igen, da hun blev sendt til borgen i Gavray. Der er ingen beviser, der støtter den almindelige tro på, at hun døde som en nonne i Maubuisson Klostret.  Efter at have tilbragt otte år fanget under jorden, led den tidligere dronning af dårligt helbred. Datoen for hendes eventuelle død er ukendt; paven omtalte hende som død i et dokument af 5. april 1326, hvor han udstedte en dispensation for ægteskab mellem hendes tidligere mand og Johanne af Évreux .

## I fiktion
Blanka er portrætteret i Jernkongen og Den kvalte dronning, to romaner fra 1955 i Maurice Druons Les Rois maudits (De usalige konger) en række historiske romaner. Hun er blevet portrætteret i de to franske miniserier, der er blevet produceret med forlæg i De usalige konger. I 1972-udgaven blev hun spillet af Catherine Hubeau og i 2005-udgaven af af Anne Malraux.

## Eksterne links
- Blanka af Burgund